# 清瀬汐希
清瀬 汐希（きよせ ゆうき、1997年2月25日 - ）は、日本の女優、元グラビアアイドルであり、女性アイドルグループ・sherbetおよびその派生ユニット・Can-on!の元メンバー。神奈川県厚木市出身。ヴィスカエンターテイメント所属を経てフリーランス。愛称は「きよちゃん」。

## 来歴
中学3年生から芸能界で活動。高校時代はショーモデルをしていたが、引退。
2年半後の2018年に女優をめざし事務所オーディションに合格して再デビュー。入所後はグラビアアイドルとして活動する。
2019年8月、グラビア系アイドルグループの「sherbet」に加入。
同年9月28日に放送された『有吉反省会』（日本テレビ）に「パッケージ詐欺をするグラビアアイドル」として出演。
2020年1月から2022年4月までの連続2期でRISEのラウンドガールユニット「R-1SE Force」のメンバーを務める。
2020年12月18日、「グラビア・オブ・ザ・イヤー2020」（主催：キネマ旬報社）にて、優秀賞に選出される。
2021年2月20日、sherbetメンバーの河路由希子とともに派生ユニット「Can-on!」（）を結成。
2022年5月28日を以てsherbetを卒業し、それに伴って同時にCan-on!も解散。その後は再びソロタレントとして活動する。
また、同年よりグラビア活動もセーブし女優活動が本格化。4月に『Zodiac Candy〜君が待つ星空の下で、僕は星座線を指でなぞる。〜』で舞台初主演。10月公開の『月下香』で映画初主演を務め、濡れ場にも挑戦した。
2023年4月30日、所属事務所のカレンダー発表イベントで、翌2024年4月を以てグラビア活動を卒業することを明かした。2024年3月25日発売の『週刊プレイボーイ』（2024年4月8日号No.15、集英社）がグラビアアイドルとしての最後の掲載雑誌となり、グラビア活動を卒業した。
2024年10月、主演を務める映画『ル・ジャルダンへようこそ』が公開。
2024年12月31日、自身のSNSで6年間所属したヴィスカエンターテイメントを退所したことを報告した。

## 人物
- グラビアアイドル時代は170センチメートルの長身とGカップの巨乳を武器にしていた[3][19]。母親もバストが大きいと述べている[20]。
- 「清瀬汐希」という芸名は、「清」の字は本名から、「汐希（）」はずっと憧れだという天海祐希に由来する[1]。
- 浦和レッズサポーター[3]。
- 特技はK-POP完コピダンス（TWICE・少女時代など）・着物着付け・名探偵コナンクイズ・チアリーディング・バレエ、趣味はショッピング・食べること・掃除[21]。
- 本人いわく、あまりワインは飲まないほう[22]。
- モデル・レースクイーンの日吉晶羅は高校時代からの親友で、今でも仲が良い[23]。
- 高校卒業後は、演技の役に立てばと3年間ほど居酒屋、ペットショップ、花屋、懐石料理店、イタリアンレストラン、靴屋、ホテルのフロント業務など、さまざまなアルバイトを経験した[24]。

## 作品

### DVD
※太文字タイトルは、BD版同時発売
- Love me（2019年5月24日、竹書房）[4]
- Love Affair（2019年8月20日、ラインコミュニケーションズ）[25]
- 愛の衝動（2019年11月21日、ギルド）[26][27] 助演：南沙羽
- ご主人様とメイドさん（2020年7月25日、竹書房）[28]
- イケない関係（2020年10月30日、スパイスビジュアル）[29]
- 清艶（2021年1月29日、エスデジタル）
- セクシャル・モダン（2021年8月25日、エアーコントロール）
- 僕だけのきよちゃん（2022年1月21日、竹書房）
- スイートルームから聞こえる甘い声（2022年4月26日、エアーコントロール）
- 欲望のままに（2022年8月31日、スパイスビジュアル）[30]

### 動画
- 透明彼女（2019年5月31日配信開始、東京Lily）
- I-ONE NEXT 清瀬汐希（2019年8月26日、I-ONE NEXT）
- 『愛の衝動』番外編（2020年1月8日、東京Lily）
- 『愛の衝動』本編未公開映像（2020年1月29日、東京Lily）
- 必撮！まるごと☆清瀬汐希（2020年4月1日、アイロゴス）
- BIJOデート 前編（2020年6月30日、東京Lily）
- BIJOデート 後編（2020年7月23日、東京Lily）

### VR動画
- 清瀬汐希との彼氏彼女の関係は危険な衣装と遊びがつきもの、そういう世界。（2021年2月5日、ファンタスティカ）
- 清瀬汐希が家庭教師に求めるものはまず第一に肌の触れ合い、そんな世界。（2021年2月26日、ファンタスティカ）
- 清瀬汐希がいつもより近くに居るのはきっとお酒のせい、そういう世界。（2022年10月7日、ファンタスティカ）
- 清瀬汐希先生と一緒に部活をサボってした事、そんな世界。（2022年11月18日、ファンタスティカ）

### デジタル写真集
- 大人な彼女 清瀬汐希 美少女☆爛漫女学園（2020年3月20日、アイロゴス）
- Love Affair Idol Line（2020年3月25日、ラインコミュニケーションズ）
- ENJOY!SUMMER 必撮！まるごと（2020年4月17日、アイロゴス）
- 今だけは全て忘れて（2020年4月19日、ギルド）
- イス取りゲーム（2020年4月28日、ギルド）
- 汐希の秘めごと（2020年7月2日、ギルド）
- 超絶美BODY 必撮！まるごと（2020年7月10日、アイロゴス）
- 月刊+（2020年7月20日、小学館）
- ご主人様とメイドさん（2020年8月21日、竹書房）
  - 朝ベッド編
  - おしおき編
  - オフィスラブ編
  - お出迎え編
- 女豹のNight Love  必撮！まるごと（2020年9月1日、アイロゴス）
- いちばん星みつけた 週刊ポストデジタル写真集（2021年1月4日、小学館）
- 必撮！まるごと清瀬汐希（2021年2月1日、アイロゴス）- 総集編
- イケナイ関係 Vol.1（2021年5月18日、スパイスビジュアル）
- イケナイ関係 Vol.2（2021年5月18日、スパイスビジュアル）
- YUKI MODE Pure and glossy（2021年5月25日、エスデジタル）
- Kiss You（2021年6月18日、スパイスビジュアル）
- Mi-muse写真集シリーズVol.5（2021年12月3日、ZESSパブリッシング）
- 競これ競泳水着これくしょんvol.01①（2022年1月20日、デジタル出版）
- 競これ競泳水着これくしょんvol.01②（2022年1月20日、デジタル出版）
- 競これ競泳水着これくしょんvol.02①（2022年1月20日、デジタル出版）
- 競これ競泳水着これくしょんvol.02②（2022年1月20日、デジタル出版）
- Amour FRIDAYデジタル写真集（2022年6月17日、講談社）
- La vière FRIDAYデジタル写真集（2022年6月17日、講談社）
- 明日に向かってフルスイング（2022年9月12日、集英社）
- 競これ競泳水着これくしょんvol.03①（2022年9月30日、デジタル出版）
- 競これ競泳水着これくしょんvol.03②（2022年9月30日、デジタル出版）
- 競これ競泳水着これくしょんvol.04①（2022年9月30日、デジタル出版）
- 競これ競泳水着これくしょんvol.04②（2022年9月30日、デジタル出版）
- Love Affair Masterpiece#040（2022年11月1日、ドラゴンフライブック）
- 『欲望のままに』〜Ver.1〜（2022年11月17日、スパイスビジュアル）
- 『欲望のままに』〜Ver.2〜（2022年11月22日、スパイスビジュアル）
- Kiss You2（2022年11月26日、スパイスビジュアル）
- As I am（2023年2月24日、VISCA ENTERTAINMENT）
- 週刊GIRLS-PEDIA005（2023年3月1日、KADOKAWA）
- 『いけないカラダ』vol.1（2023年9月1日、ジーオーティー）
- 『いけないカラダ』vol.2（2023年9月1日、ジーオーティー）
- 『最初で最後の』週プレ PHOTO BOOK（2024年3月25日、集英社）
- 清瀬汐希SpecialEdition（2025年7月18日、アイロゴス）[注釈 1]

## 出演

### 映画
- 青春カレイドスコープ（2019年8月24日、らんくう / パロマプロモーション）[注釈 2]「明日きっともっと」（監督：神村友征） - 清原優子 役[31]
- 月下香（2022年10月28日、テンダープロ、監督：淵澤由樹） - 主演：田中亜美 役[注釈 3][32]
- 春に散る（2023年8月25日、ギャガ） - ラウンドガール 役[11][33]
- 『TURNING POINT』シリーズ - 山瀬郁恵 役[34]
  - TURNING POINT3（2023年10月14日上映会公開、エンタメイティブ）
  - TURNING POINT4（2023年11月11日上映会公開、エンタメイティブ）
- ル・ジャルダンへようこそ（2024年10月11日、テンダープロ / 日本映画振興財団） - 主演：舞子 役[17]
- 怪獣ヤロウ!（2025年1月31日〈岐阜県先行 1月24日〉、彩プロ） - リポーター 役[35]
- 女神降臨 After プロポーズ編（2025年5月1日、ソニー・ピクチャーズ エンタテインメント）[36]

### テレビドラマ
- 真夏のシンデレラ 第1話（2023年7月10日、フジテレビ系）
- 転職の魔王様 第1話（2023年7月17日、フジテレビ系） - ジュエル化粧品ウェブCMモデル 役
- マルス-ゼロの革命- 第4話（2024年2月13日、テレビ朝日系）[37]
- マウンテンドクター（2024年7月8日 - 9月16日、フジテレビ系） - 看護師 役

### オリジナルビデオ
- 真夜中の怪談 スポーツ界の闇編17話（2020年7月3日、十影堂エンターテイメント）[注釈 2]「チアリーディングの練習」

### 舞台
- アイエス・フィールド 朗読劇『Greif2』（2019年8月29日 - 9月1日、千本桜ホール） - 小鳥遊知世 役[3]
- アイエス・フィールド 朗読劇『Greif2』（2020年1月23日 - 26日、千本桜ホール） - 美那未 役
- アイエス・フィールド 朗読エンターテイメント『Greif3』（2021年3月3日 - 5日、オメガ東京） - 鬼塚エリカ 役[38]
- 朗読劇『ハンカチ』（2022年1月27日 - 30日、シアター711） - 一人4役
- E-Stage Topiaプロデュース公演『Zodiac Candy〜君が待つ星空の下で、僕は星座線を指でなぞる。〜』（2022年4月20日 - 24日、ポケットスクエア 劇場MOMO） - 主演：掛橋茉莉 役[注釈 4][39]
- アイエス・フィールド 朗読エンターテイメント『Greif4』（2022年6月23日 - 26日、Theater新宿スターフィールド） - 主演：小鳥遊渚 役[40]
- E-Stage Topiaプロデュース『将棋図巧・煙詰-そして誰もいなくなった-』（2023年4月7日 - 16日、上野ストアハウス） - 飛車 役[41]
- ミューズエンタープライズ『一度だけでも』（2023年8月4日 - 6日、代々木ミューズホール） - 麻美 役[42]
- 『心の詩』（2023年8月17日 - 20日、シアター・アルファ東京） - 石田菜々美 役[43]

### オンライン劇
- アイエス・フィールド 朗読劇『Greif』（2020年5月1日 - 2日） - 侑 役
- アイエス・フィールド 朗読劇『Greif』（2020年5月17日） - 心 役
- アイエス・フィールド 朗読劇『Greif3』（2020年7月3日・5日・10日） - 宝生咲良 役[44]
- アイエス・フィールド 朗読劇『Greif』（2020年11月27日）[45]

### 映像作品
- ガチョシアター（調布市）[注釈 5]
  - 「こんな映画撮影はイヤだ！」（2024年4月 - 2025年4月） - 女優 役[46]
  - 「応援キャラクターはつらいよ！」（2025年4月 - ） - インタビュアー 役[47]

### テレビバラエティ
- お願い!ランキング「私って美人ですよね？」（2019年6月4日、テレビ朝日系）
- 有吉反省会（2019年9月28日、日本テレビ系）
- 月ともぐら（2023年1月6日〈5日深夜〉 - 2月3日〈2日深夜〉、テレビ東京系）

### ウェブ配信
- 図工の時間 #3（2022年6月22日、YouTube）[48]

### 音声配信
- よゐこ有野のノーギャラジオ（2022年9月5日、Radiotalk）[49]

### ラウンドガール
- RISE（2020年1月 - 2022年4月） - R-1SE Force[7]

### その他
- 映画『月下香』舞台挨拶（2022年10月28日・11月6日、シネ・リーブル池袋 / 12月16日・21日、シアターギルド代官山 / 2023年1月22日、あつぎのえいがかんkiki / 2月4日、シネ・リーブル梅田 / 2月5日、刈谷日劇）
- 映画『ル・ジャルダンへようこそ』舞台挨拶（2024年10月11日、ヒューマントラストシネマ有楽町 / 10月12日、シネ・リーブル神戸・テアトル梅田 / 10月13日、アップリンク京都）